# Elezioni parlamentari in Giappone del 1949
Le elezioni parlamentari in Giappone del 1949 si tennero il 23 gennaio per il rinnovo della Camera dei rappresentanti. In seguito all'esito elettorale, Shigeru Yoshida, esponente di Minshujiyūtō, fu confermato Primo ministro.

## Risultati
| Liste                                | Voti       | %     | Seggi |
| ------------------------------------ | ---------- | ----- | ----- |
| Minshujiyūtō                         | 13 420 269 | 43,87 | 264   |
| Partito Democratico                  | 4 798 352  | 15,68 | 69    |
| Partito Socialista Giapponese        | 4 129 794  | 13,50 | 48    |
| Partito Comunista Giapponese         | 2 984 780  | 9,76  | 35    |
| Kokumin Kyōdōtō                      | 1 041 879  | 3,41  | 14    |
| Partito degli Operai e dei Contadini | 606 840    | 1,98  | 7     |
| Altri                                | 1 602 496  | 5,24  | 17    |
| Indipendenti                         | 2 008 109  | 6,56  | 12    |
| Totale                               | 30 592 519 | 100   | 466   |